# Scopula trapezistigma
Scopula trapezistigma är en fjärilsart som beskrevs av Louis Beethoven Prout 1938. Scopula trapezistigma ingår i släktet Scopula och familjen mätare. Inga underarter finns listade.